# Háďátko pšeničné
Háďátko pšeničné (Anguina tritici) je malá hlístice parazitující především na pšenici.

## EPPO kód
ANGUTR

## Historie
Háďátko pšeničné bylo prvním háďátkem parazitujícím na rostlinách, které bylo popsáno ve vědecké literatuře, a to už v roce 1773. Jménem Anguina tritici háďátko poprvé pojmenoval Dr. J.G. Steinbuch v roce 1799.

## Popis
Má štíhlé, hadovité tělo. Samičky háďátka dorůstají délky 3–5 mm, jsou tlustší a mají ventrálně zatočené tělo. Samečci dorůstají délky okolo 2 mm a jejich tělo je zatočeno distálně.

## Životní cyklus
Háďátka se z larev vylíhnou ve vlhké půdě a po 2–9 dnech vyšplhají na hostitelskou rostlinu. Vlhkost je základním předpokladem pro jejich pohyb. Migrace mezi rostlinami je možná na vzdálenost 20–30 cm. Hlístice pak pronikají rostlinným pletivem a květenstvím a znemožňují tvorbu nových klasů. Migrují do rostoucího bodu, kde se krmí ektoparaziticky. Hlístice napadají klas, který se mění v tvrdou, tmavou, asi 3 mm širokou hálku a v němž pohlavně dospějí, začínají se pářit a rozmnožovat. Jedna samice naklade až 2000 vajec, a po ovipozici hyne. Z vajíček se v hálce líhnou larvy a ty tam přezimují až do jara. V určitých případech ale larvy v hálce dokážou přežít ve stavu anabiózy až devět let. Na jaře se hálky uvolňují, larvy padají do vlhké půdy a čekají na další setbu. Celkový životní cyklus je dokončen za přibližně 113 dní.

## Vztah s hostitelem
Háďátko pšeničné je ektoparazit. Napadáním květenství se ale postupně stává endoparazitem. U pšenice a jiných obilnin způsobuje nemoc zvanou „ušní koukol”. Napadenou rostlinu poznáme podle jejího zakrnění, nažloutnutí, zakroucených listů, hálek a hnědočerných semen.

## Prevence a léčba
Napadení pšenice háďátkem se dá zabránit několika způsoby. Jde hlavně o čištění a kontrolu semen, to se provádí v solném roztoku – zdravá semena klesají ke dnu a nakažená plavou na hladině. Doporučuje se také střídání plodin. V případě, že jsou semena napadená probíhá léčba chemikáliemi, horkou vodou nebo mechanicky, speciálním válcovým strojem. Pokud je infikované pole, nechává se minimálně dva roky ležet ladem.